# 蔡祐
蔡 祐（さい ゆう、506年 - 559年）は、中国の西魏・北周の軍人。字は承先。本貫は陳留郡圉県。

## 経歴
蔡襲の子として生まれた。宇文泰が原州にいたとき、召されてその幕下の直近で仕えた。宇文泰が夏州にうつると、蔡祐は都督となった。534年、侯莫陳悦が賀抜岳を殺害すると、諸将は宇文泰を迎えて後継者に立てることを決めた。宇文泰が赴こうとしたとき、夏州の弥姐元進らはひそかに侯莫陳悦と通じていた。宇文泰がこのことを察知すると、蔡祐と相談して諸将を召しだした。宇文泰が諸将の前で異心を持つものがいることを告げ、蔡祐が刀を持ち目を瞋らせて「姦人の首を斬らん」と叫ぶと、諸将は平伏した。蔡祐が元進とその一党を斬ると、諸将は粛然とした。蔡祐は宇文泰の下で侯莫陳悦を討ち、孝武帝を潼関に迎え、前後の功績により、萇郷県伯に封じられた。
535年、寧朔将軍・羽林監を加えられ、まもなく持節・員外散騎常侍となり、爵位は侯に進んだ。宇文泰の下で竇泰を討ち、弘農を奪回し、沙苑の戦いに参加して、いずれも功績を挙げ、平東将軍・太中大夫の位を受けた。538年、河橋の戦いに参陣すると、蔡祐は下馬して徒歩で奮戦した。功績により爵位は公に進み、京兆尹に任じられた。
543年、東魏の北豫州刺史の高仲密が西魏につくと、宇文泰はこれを支援して、高歓と邙山で戦った。蔡祐は明光鉄鎧を着て戦い、向かうところ敵がなかった。東魏の人は蔡祐を「鉄猛獣」と評してかれと遭遇するのを避けた。蔡祐は青州刺史に任じられ、原州刺史に転じた。帥都督を加えられ、まもなく大都督となった。547年、父の蔡襲が死去し、喪に服するために辞職を願い出たが、許されなかった。車騎大将軍・儀同三司に転じ、驃騎大将軍・開府儀同三司・侍中を加えられ、大利稽氏の姓を賜り、爵位は懐寧郡公に進んだ。
555年、中領軍となった。556年、六官が建てられると、兵部中大夫の位を受けた。後梁が西魏につき、諸族が乱を起こすと、蔡祐は大将軍の豆盧寧とともにこれを平定した。大将軍に任ぜられた。宇文泰が危篤におちいると、蔡祐は宇文護や賀蘭祥らとともに病床に近侍した。宇文泰が死去すると、蔡祐は悲しんでやまず、気疾に臥せった。
557年、北周の孝閔帝が即位すると、蔡祐は少保に任ぜられた。尉遅綱とともに禁兵を掌握した。孝閔帝は李植らを信任して、宇文護の殺害を計画したので、蔡祐は泣いて諫めたが、孝閔帝は聞き入れず、まもなく廃位された。明帝が即位すると、蔡祐は小司馬に任ぜられた。本官のまま原州に駐屯した。まもなく宜州刺史に任ぜられた。赴任する前に原州で病没した。享年は54。蔡祐は節倹な生活を送り、所得はみな宗族に分け与えていたので、死去したときには、家に余財がなかった。使持節・柱国大将軍・大都督・五州諸軍事・原州刺史の位を追贈された。諡を荘といった。
子の蔡正が後を嗣ぎ、使持節・車騎大将軍・儀同三司に上った。

## 伝記資料
- 『周書』巻27 列伝第19
- 『北史』巻65 列伝第53